# Granix
Granix, también conocida como Alimentos Granix, es una empresa argentina de alimentos que produce principalmente cereales para el desayuno, galletitas dulces, crackers y snacks. La institución es propiedad de la Iglesia Adventista del Séptimo Día. Sus gerentes practican esa fe, como así también el 40% de su fuerza laboral.

## Historia
Sus orígenes se remontan a 1932, en Libertador San Martín, Entre Ríos. Allí se instaló, en los terrenos de la actual Universidad Adventista del Plata, la primera planta de producción que elaboraba copos de maíz y de trigo para su distribución en las ciudades de Paraná y de Buenos Aires. La planta producía de forma bastante casera, con máquinas creadas en el taller del entonces Colegio Adventista del Plata. Luego se compró maquinaria y el 3 de marzo de 1938 se fundó la empresa Granix como tal, en la localidad bonaerense de Florida.

## Producción
En febrero de 2020 la empresa tenía más de 1000 empleados, diez sucursales en Argentina y tres plantas productivas, una en Florida, una en Baradero y otra en Campana.
 Comercializa 40.000 toneladas de productos por año distribuidas en 160 millones de unidades de 15 marcas diferentes. Sus exportaciones se realizan a Uruguay, Brasil, Paraguay, Ecuador, Bolivia, Chile, Colombia, Panamá, Costa Rica, Estados Unidos y Canadá. Se encuentra entre las principales productoras de crackers y cereales de Argentina y en 2012 era líder en su país en cereales para el desayuno, superando a multinacionales como Kellogg's, Nestlé y Quaker.